# Lubomír Kolář
Lubomír Kolář (4. února 1929 – 2012) byl československý basketbalista. Je zařazen na čestné listině mistrů sportu.
V československé basketbalové lize hrál 15 sezón (1946–1960). S týmy Brna (Sokol, Slavia, Spartak ZJŠ) jako hráč byl osmkrát mistrem a třikrát vicemistrem Československa. V závěru basketbalové kariéry hrál ligu za slovenský BC Pezinok.
Patřil mezi opory basketbalových týmů Brna a reprezentačního družstva Československa, se kterým se zúčastnil Olympijských her 1952 a tří Mistrovství Evropy – 1953 v Moskvě (4. místo), 1955 v Budapešti (2. místo) a 1957 v Sofii (3. místo). S basketbalovou reprezentací Československa získal na Mistrovství Evropy stříbrnou a bronzovou medaili a jedno čtvrté místo. Za Československo v letech 1952 až 1957 hrál celkem 56 zápasů, z toho na čtyřech oficiálních soutěžích FIBA 22 zápasů, v nichž zaznamenal 132 bodů.  

## Sportovní kariéra

### Hráč klubů
- 1946–1951 Sokol Brno I., 4× mistr republiky (1948, 1949, 1950, 1950/1951)
- 1951 Zbrojovka Brno, 1× mistr republiky (1951)
- 1952–1954 Slavia Brno (PF Brno, Slavia Pedagog Brno), 2× mistr (1952, 1953), 1× vicemistr republiky (1954)
- 1954–1958 Zbrojovka Brno, 1× mistr (1958), 2× vicemistr (1955, 1957), 4. místo (1956)
- 1959–1960 BK Pezinok – 12. místo (1960)
- Československá basketbalová liga celkem 15 sezón a 11 medailových umístění: 8× mistr Československa (1947–1953, 1958), 3× vicemistr (1954, 1955, 1957)

### Hráč Československa
- za reprezentační družstvo Československa hrál v letech 1952–1957 celkem 56 zápasů, z toho v utkáních OH a ME 132 bodů ve 22 zápasech
- Basketbal na letních olympijských hrách 1952 Helsinki (9. místo), celkem 13 bodů, 2 zápasy
- Mistrovství Evropy – 1953 Moskva (62 bodů /8 zápasů) 4. místo, 1955 Budapešť (32 /5) 2. místo, 1957 Sofie (25 /7) 3. místo
- vicemistr Evropy (1955), 3. místo (1957), na 3 ME celkem 119 bodů v 20 zápasech